# Тушэту-хан
Тушэту́-хан (монг. Түшээт хаан) — титул средней ветви потомков чингизида Гэрэсэндзэ. Вместе с другими потомками Чингисхана, носившими титулы Дзасагту-хан и Сэцэн-хан, с середины XVI века по 20-е годы XX века правили в Халха-Монголии. Аймак Тушэту-ханов располагался в центральной части Халхи. Собрание представителей родов, чуулган аймака, собирался у горы Хан-Уула. Младшей ветвью Тушэту-ханов являлись Сайн-Ноён-ханы, позднее образовавшие отдельный аймак. 
Из Тушэту-ханов происходили два первых Богдо-гэгэна, вследствие чего Тушэту-ханы покровительствовали этой линии перерожденцев. В аймаке Тушэту-ханов была основана резиденция Богдо-гэгэнов Урга, позднее превратившаяся в столицу Монголии Улан-Батор.

## Тушэту-ханы
- Оноху, род. 1534, сын Гэрэсэндзэ, Уйзэн-нойон уделов (монг. отог) Горлос и Хэрсууд с 1549 года
- Абатай, род. 1553, сын Оноху, Хамуг Эхи Сайн Тушэту-хан 1554—1586
- Эрэхэй, сын Абатая, Мэргэн Тушэту-хан 1586—1636
- Гомбодорж, род. 1594, сын Эрэхэя, Тушэту Сайн-хан 1636—1655
- Чихуньдорж, род. 1634, сын Гомбодоржа, Очир Сайн Тушэту-хан 1655—1698
- Дондубдорж, сын доло циньвана Галдандоржа, сына Чихуньдоржа, Очир Тушэту-хан 1698—1701, хошэ Дархан-циньван эфу
- Равдандорж, сын Чихуньдоржа, Эрдэнэ Ахай Тушэту-хан 1701—1710
- Ванжилдорж, сын Равдандоржа, Очирбат Тушэту-хан 1710—1734
- Тогтохдорж, сын Ванжилдоржа, Доло Дугар Тушэту-хан 1734—1742
- Тубдандорж, сын Ванжилдоржа, Тушэту-хан 1742—1746
- Жампилдорж, сын Ванджилдоржа, Тушэту-хан 1746—1760
- Цэдэндорж, сын Тубдандоржа, Эбугэн Тушэту-хан 1760—1795, 1795—1815
- Минжурдорж, сын Цэдэндоржа, Тушэту-хан 1795
- Ойдубдорж, сын Цэдэндоржа, Тушэту-хан 1815—1828
- Эрэнтэй, сын Ойдубдоржа, Тушэту-хан 1828—1830
- Цэрэндорж, сын Ойдубдоржа, Тушэту-хан 1830—1863
- Насанцогт, сын Цэрэндоржа, Тушэту-хан 1863—1900
- Дашням, праправнук Тубдандоржа, Тушэту-хан 1900—1912
- Доржсурэн Хоролжав, сын Дашняма, Тушэту-хан 1912—1922.

## Административное деление аймака Тушэту-ханов
| Название хошуна                 | Год образования | Количество сум | Титул дзасага        | Первый владетель | Династическая связь                                                   |
| ------------------------------- | --------------- | -------------- | -------------------- | ---------------- | --------------------------------------------------------------------- |
| Тушээт гарын                    | 1691            | 1              | хан                  | Чихуньдорж       | сын Гомбодоржа                                                        |
| Баруун гарын зуун               | 1691            | 7,5            | хошэ циньван         | Чоймчогнамжил    | сын Лхасужава, сына Доржа, сына Эрэхэя                                |
| Дундад баруун                   | 1691            | 1              | доло цзюньван        | Шидшир           | сын Гомбодоржа                                                        |
| Зуун гарын дундад               | 1691            | 14             | доло цзюньван        | Гуруушиш         | сын Соно, сына Ангаахая, сына Авхуу, сына Оноху                       |
| Дундад                          | 1691            | 4              | гушань бэйсэ         | Галдандорж       | сын Чихуньдоржа                                                       |
| Баруун гарын баруун             | 1691            | 1              | туслагч гун          | Банжирдорж       | сын Бандидаа, сына Чихуньдоржа                                        |
| Зуун гарын омнод                | 1691            | 3              | туслагч гун          | Бааран           | сын Лавдара, сына Эрэхэя                                              |
| Зуун гарын адаг                 | 1691            | 1              | тэргуун зэргийн тайж | Цэрэн            | сын Бадмаши, сына Ангаахая, сына Авхуу, сына Оноху                    |
| Баруун гарын зуун адаг          | 1691            | 1              | тэргуун зэргийн тайж | Шивдуй           | сын Мужана, сына Севдэя, сына Абатая                                  |
| Зуун гарын хойт                 | 1693            | 4              | тушээ гун            | Лидэр            | сын Нуубу, сына Сангараджи, сына Рахула, сына Авхуу, сына Оноху       |
| Дундад зуун гарын адаг          | 1694            | 4              | тэргуун зэргийн тайж | Цэрэнжав         | сын Даша, сына Орходоя, сына Севдэя, сына Абатая                      |
| Баруун гарын баруун адагийн дэд | 1696            | 1,5            | тэргуун зэргийн тайж | Чиндорж          | сын Мужана, сына Севдэя, сына Абатая                                  |
| Зуун гарын баруун адаг          | 1697            | 5              | тэргуун зэргийн тайж | Каймчог          | сын Цэрэндаш Арчинаа, сына Ангаахая, сына Авхуу, сына Оноху           |
| Зуун гарын зуун дундад адаг     | 1711            | 1              | туслагч гун          | Цэрэнпэл         | сын Чихуньдоржа                                                       |
| Дундад дэд                      | 1717            | 1              | тэргуун зэргийн тайж | Чэнгунжав        | сын Гуруушиша, сына Соно, сына Ангаахая, сына Авхуу, сына Оноху       |
| Дундад баруун адаг              | 1719            | 1              | туслагч гун          | Чэнпилдорж       | сын Шидшира, сына Гомбодоржа                                          |
| Баруун гарын зуун хойт          | 1730            | 7,5            | туслагч гун          | Понсогравтан     | сын Лхасужава, сына Доржа, сына Эрэхэя                                |
| Баруун гарын баруун адаг        | 1731            | 1              | тэргуун зэргийн тайж | Баахай           | сын Шивдуя, сына Мужана, сына Севдэя, сына Абатая                     |
| Зуун гарын дундад зуун          | 1732            | 1              | тэргуун зэргийн тайж | Сундав           | сын Даш Эрх Дайчина, сына Соно, сына Ангаахая, сына Авхуу, сына Оноху |
| Дундад зуун                     | 1758            | 1              | тэргуун зэргийн тайж | Сандагдорж       | сын Данжиндоржа, сына Шидшира, сына Гомбодоржа                        |